# Суперкубок Східного Тимору з футболу 2019
Суперкубок Східного Тимору з футболу 2019  — 4-й розіграш турніру. Матч відбувся 19 жовтня 2019 року між чемпіоном і володарем кубка Східного Тимору клубом Лаленок Юнайтед та фіналістом кубка Східного Тимору клубом Бенфіка (Лаулара).
| Володар Суперкубка Східного Тимору 2019 |
| --------------------------------------- |
|                                         |
| Лаленок Юнайтед Перший титул            |

## Матч

### Деталі
| 19 жовтня 2019 |

| Лаленок Юнайтед              | 3:1      | Бенфіка (Лаулара) |
| ---------------------------- | -------- | ----------------- |
| Гушман 16', 28' да Коста 54' | Протокол | Фрейташ 62'       |

| Ештадіу Кафі Ермера, Глену |